# Sociologie de la santé
À ne pas confondre avec la sociologie de la médecine.
La sociologie de la santé est un sous-champ disciplinaire de la sociologie qui s'intéresse aux interactions entre la société et la santé. Un des principaux objets d'étude de la sociologie de la santé est l'impact de la vie sociale sur le taux de mortalité, et vice versa. La sociologie de la santé diffère de la sociologie de la médecine car elle s'intéresse particulièrement à la santé dans sa relation avec des institutions comme l'hôpital, l'école, la famille, etc.
La sociologie de la santé est plus récente que la sociologie de la médecine, les sociologues s'intéressant d'abord à l'institution hospitalière avant de peu à peu construire une sociologie plus générale et plus génériques, celle de la santé. La sociologie de la santé émerge autour des années 1970 et va progressivement supplanter la sociologie de la médecine, moins large, dans les années 1990,.